# Sovjetska armada
Sovjetska armada (rusko Советская армия) je bil naziv za kopensko vojsko Sovjetskih oboroženih sil med letoma 1946 in 1992; predhodno je bila znana kot Rdeča armada.